# Sociedade de São Patrício para as Missões Estrangeiras
A Sociedade de São Patrício para as Missões Estrangeiras (Latim: Societas Sancti Patritii pro Missionibus ad Exteros) é uma sociedade católica romana de vida apostólica de Direito Pontifício para homens composta de padres missionários, às vezes chamados de Padres de Kiltegan a partir de sua sede em Kiltegan, Condado de Wicklow. Seus membros adicionam as iniciais nominais SPS após seus nomes para indicar que são membros da Sociedade. O lema em latim e inglês da Sociedade é Caritas Christi Urget Nos e o amor de Cristo nos compele, (2 Coríntios 5:14), respectivamente.

## História
Os Padres de Kiltegan surgiram a partir de um apelo do bispo Joseph (Ignatius) Shanahan, da Ordem do Espírito Santo, em 1920, aos seminaristas no Maynooth College para missionários na Nigéria, África, onde ele era bispo; mais tarde naquele ano, Pe. Whitney acompanhou o bispo Shanahan à África.
A sociedade foi fundada oficialmente no Dia de São Patrício, 17 de março de 1932, pelo Monsenhor Patrick Whitney (1894 - 1942) em Kiltegan, Condado de Wicklow, Irlanda. Seu objetivo original era a evangelização cristã da Nigéria. Em 1951, a sociedade expandiu suas atividades missionárias para fora da Nigéria.
Na década de 1950, a sociedade se expandiu, construindo uma nova faculdade em Kiltegan e abrindo uma Casa de Estudos em Sutton House, Rochestown, Douglas em Cork, com seminaristas assistindo aulas na University College Cork .
Em 1997, os Padres de Kiltegan, com a queda das vocações da Irlanda, decidiram oficialmente se abrir internacionalmente e estabelecer casas de formação na Nigéria e no Quênia. Em 2000, padres estagiários começaram a estudar filosofia no St. Joseph's Institute em Cedara, África do Sul, e a casa KWA Patrick foi criada. Em 2002, os alunos estudaram teologia na Kiltegan House em Nairóbi, quando a Sociedade se juntou a outras ordens no Tangaza University College. Também em 2002 foi fundada uma casa de formação em Lusaka, Zâmbia.
Em 2018, a sociedade tinha 253 padres em quatro continentes, incluindo os países da Nigéria, Camarões, Quênia, Malawi, Sudão do Sul, Zâmbia, Zimbábue, África do Sul, Uganda, Granada, Brasil, Estados Unidos, Itália, Inglaterra, Escócia, País de Gales e Irlanda .

### St. Patricks - High Park, Kiltegan
A Sociedade mudou-se para High Park, cerca de 2 km de Kiltegan Co. Wicklow a antiga casa da família Westby, e chamou-lhe St. Patrick's. Foi doado por um empresário católico John Hughes ao pe. Pat Whitney em 1929. Fr. Whitney assumiu o prédio em 1930. A residência de High Park foi reconstruída após ter sido danificada na rebelião de 1798.

### Linha do tempo
- 1920 - Apelo do bispo Joseph (Ignatius) Shanahan
- 1929 - Doação de High Park, Kiltegan ao Pe. Whitney
- 1932 - Fundação Formal
- 1934 - Kiltegans assumiu o comando de Calibar quando a diocese foi dividida
- 1951 - A primeira missão fora da Nigéria foi ao Quênia
- 1956 - Os Padres de Kiltegan assumiram Kitui, Quênia, dos Padres do Espírito Santo
- 1961 - Primeira missão ao Brasil
- 1967 - Eclosão da guerra civil nigeriana
- 1970 - Os Padres de Kiltegan foram para as Índias Ocidentais
- 1970 - Os Padres de Kiltegan foi para o Malawi
- 1983 - Missão no Sudão do Sul
- 1989 - Missões vistas em Camarões, África do Sul e Zimbábue
- 1993 - A sociedade procurou pela primeira vez membros fora da Irlanda[2]
- 1997 - A Sociedade abriu casas de formação na África Oriental, Ocidental e Central
- 2015 - Mudança da sede para Nairobi, Quênia[3]

### Casos de abuso
Em maio de 2011, foram feitas alegações de abuso sexual por um membro da sociedade na África no programa RTÉ , Prime Time Investigates.
O Pe. Jeremiah McGrath foi condenado em Liverpool, Inglaterra, em maio de 2007, por facilitar abuso por parte de um pedófilo chamado Billy Adams. McGrath deu a Adams £ 20.000 em 2005 e Adams usou o dinheiro para aliciar uma garota de 12 anos que ele estuprou durante um período de seis meses. McGrath negou saber sobre o abuso, mas admitiu ter um breve relacionamento sexual com Adams. Seu recurso em janeiro de 2008 foi rejeitado.
Em 2003, a sociedade pagou € 325.000 por abusos cometidos pelo Pe. Peter Kennedy em 1982.

## Membros notáveis
- Dom Derek Byrne SPS - Bispo de Primavera do Leste – Paranatinga, Brasil (2014-), Bispo de Guiratinga, Brasil (2008-2014) [8]
- Bispo Edmund Fitzgibbon SPS - Bispo da Diocese Católica Romana de Warri na Nigéria.
- Bispo John Magee SPS - Bispo da Diocese Católica Romana de Cloyne, Irlanda (1987-2010), Mestre de Cerimônias Papais, Vaticano (1982-1987), Secretário Privado Papal, Vaticano (1978-1982).
- Bispo William Dunne SPS - Bispo de Kitui (1963-1995)
- Bispo John Christopher Mahon, DCL, SPS - Bispo de Lodwar, Quênia (1978-2000),
- Bispo James Moynagh SPS (1903 - 1985)
- Bispo John Alphonsus Ryan MA PhD SPS
- Bispo Thomas McGettrick SPS, primeiro Bispo de Abakaliki, Nigéria
- Bispo Maurice Anthony Crowley BSc, SPS, Bispo da Diocese Católica Romana de Kitale, Quênia (1998-)

## Organização atual
Em 2014, a Sociedade Missionária de São Patrício realizou uma reunião do Capítulo Geral que elegeu uma nova equipe de liderança. Em 2015, a sociedade começou a mudar sua sede de Kiltegan na Irlanda para Nairobi no Quênia. A Sociedade produz a revista Africa - St. Patrick's Mission.[carece de fontes?] A Sociedade instalou uma turbina eólica em Kiltegan. Há também uma casa de repouso em Kiltegan para seus membros.
Os Padres de Kiltegan, em associação com as Irmãs da Santa Fé em 2013, trabalharam para abrir uma escola primária em Riwoto, Sudão do Sul.
Em 14 de maio de 2022, pela primeira vez em seus 90 anos de história, a Sociedade elegeu seu primeiro líder africano na pessoa do Pe. Richard Filima, SPS, nigeriano.